# 能町站
能町站（日语：／ Nōmachi eki */?）是隸屬於西日本旅客鐵道（JR西日本）及日本貨物鐵道（JR貨物）的鐵路車站，座落於富山縣高岡市。此站可以直通至日本貨物鐵道的貨物路線新湊線。過往亦有多條貨物專線由本站分支，因此車站旁邊備有多條貨運用側線，但隨着不少貨運線已被廢線，仍然營運中的新湊線每天亦只有1來回的列車會使用，現時相關設施的使用率已是十分低，而JR貨物亦對本車站沒有任何的管理權。

## 車站結構

### 站房
木建單層站房一座，自車站開業以來一直使用至今。因顧及當時的貨運需要，它擁有比沿線其他車站較大的站房，當中站房左側、設有獨立出入口的，過往曾經被JR貨物用作辦公室之用。現時已經遷出，只保留位於旁邊一座兩層高的建築物繼續使用。
客運功能部份則主要在站房右側。正門進入後即為候車室，左側設有簡易式售票機1座、已停止使用的服務窗口及開放式閘口。正門外亦另有一個能進入站務室和服務窗口的專用入口，同樣因無人化原故，現時並不使用。站房對面備有2個單車停泊區，右側則另建有1座可供站外及站內使用旳洗手間。

### 月台

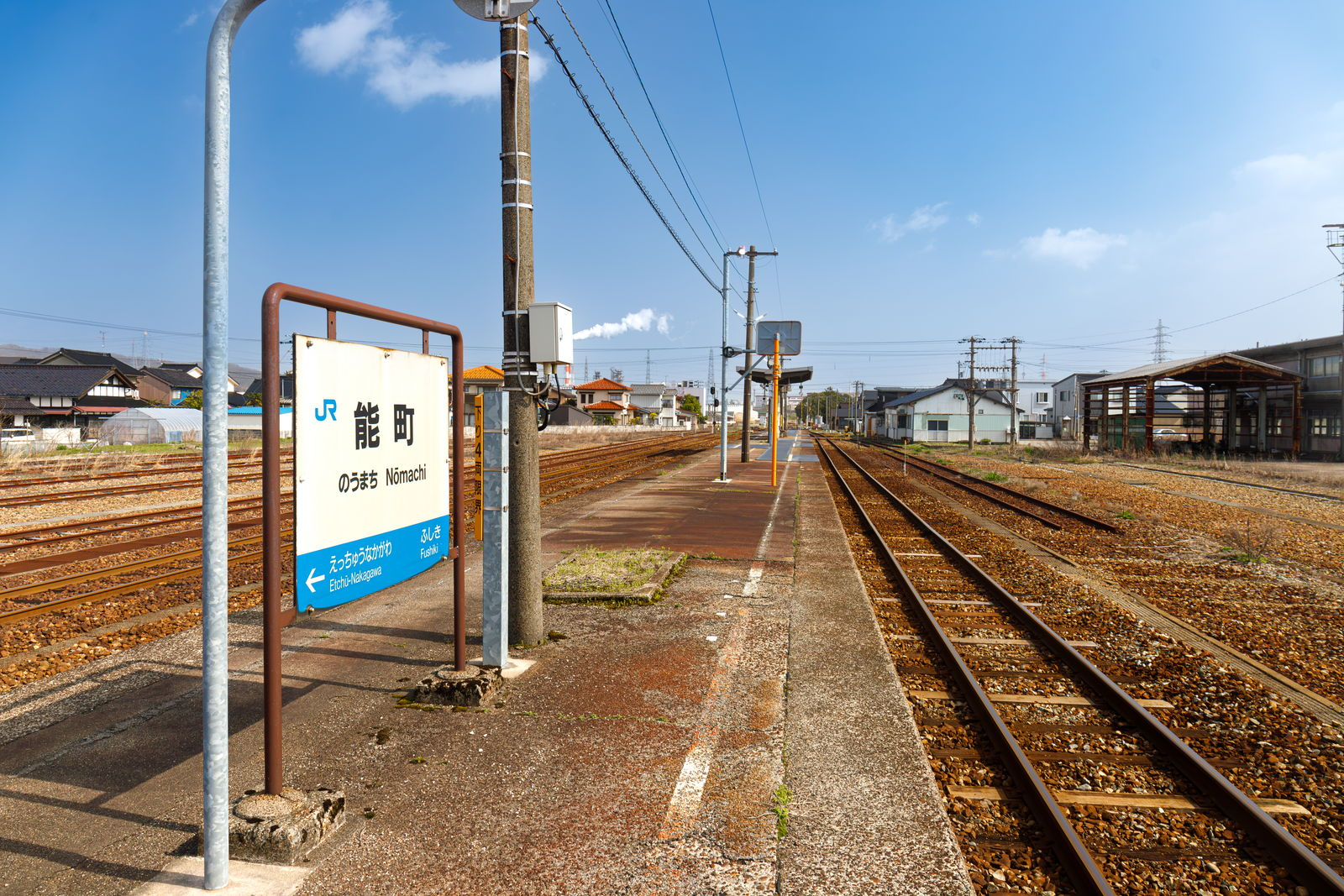
月台

島式月台一座，除少部份設有上蓋外，為全露天配置。過往由於是貨物線列車需先在此停留及機頭調道的原因，線道內設置了不少的貨運側線，其中接近站房及上行月台設有1條；靠向下行月台的一方則有多達7條側軌。有效長度上，上行的1號月台為8輛；下行的2號月台為7輛，這是因為向高岡方向的末端另設有缺角式月台，下行月台約1節車廂長度的位置被削去，並設置了額外1條的頭端式路軌，不過現時根本沒有需要使用這些部份，所以連同不再使用的月台部份都已被欄杆所圍封。而月台出入口則設於北端盡頭，並由過往的梯級改為無障斜道，不過，仍需要橫過上行路軌的平交道前往站房。
| 月台 | 路線路  | 方向 | 目的地   | 備註    |
| ---- | ------- | ---- | -------- | ------- |
| 1    | ■冰見線 | 上行 | 高岡方向 | 1條側線 |
| 2    | ■冰見線 | 下行 | 冰見方向 | 7條側線 |

2018年時間表改正時，JR貨物原將高岡貨物站的列車臨時化，但2019年時間表改正時又恢復為每天1班來往富山貨物站。當列車出入新湊線時，均會使用2號月台的側線出入和等候。

## 歷史
- 1900年12月29日：中越鐵道高岡站～伏木站開通，兼辦客運及貨運服務[3][4]。
- 1918年1月27日：中越鐵道本站～新湊站（日语：新湊駅）開通[5]。
- 1920年9月1日：中越鐵道國有化，改為鐵道省管理，高岡站～伏木站一段路線改為國鐵「中越線」，本站至新湊方向路段改稱為「新湊軽便線」[6]。同日起本站辦理客運、手提行李、小型貨物及貨物提取服務。
- 1922年9月2日：因應輕便鐵道法（日语：軽便鉄道法）被廢除，「新湊輕便線」改稱為「新湊線」[7]。
- 1942年8月1日：高岡站～本站～伏木站一段路線由「中越線」改歸「冰見線」內[8][9]。
- 1951年4月1日：新湊線旅客旅行業務被廢除，改為貨運線。線內的吉久站及中伏木站被廢站[10]。

## 利用人數
| 推算乘車人員 | 推算乘車人員 | 推算乘車人員 |
| 年度         | 1日平均人數  |              |
| ------------ | ------------ | ------------ |
| 1995年       | 241          |              |
| 1996年       | 218          |              |
| 1997年       | 230          |              |
| 1998年       | 232          |              |
| 1999年       | 220          |              |
| 2000年       | 197          |              |
| 2001年       | 186          |              |
| 2002年       | 175          |              |
| 2003年       | 172          |              |
| 2004年       | 162          |              |
| 2005年       | 153          |              |
| 2006年       | 124          |              |
| 2007年       | 131          |              |
| 2008年       | 145          |              |
| 2009年       | 142          |              |
| 2010年       | 149          |              |
| 2011年       | 166          |              |
| 2012年       | 164          |              |
| 2013年       | 177          |              |
| 2014年       | 182          |              |
| 2015年       | 201          |              |
| 2016年       | 191          |              |
| 2017年       | 160          |              |
| 2018年       | 158          |              |

## 相鄰車站
西日本旅客鐵道
■冰見線
■觀光列車「瑰麗山海號」
通過
■普通
越中中川 － 能町 － 伏木
日本貨運鐵道
富山貨物 － 能町 － 高岡貨物

## 外部連結
- JR西日本能町站公式網頁。 （页面存档备份，存于）（日語）